# Дедитиции
Дедитиции (лат. dediticii) в Римской империи считались одним из трех классов вольноотпущенников, причем самым низшим и бесправным из них. Дедитиции являлись классом людей, которые не были рабами, но также не были ни римскими гражданами (cives), ни латинами (то есть обладателями латинских прав). Так обстояло по крайней мере, еще во времена Ульпиана (III век н. э.).

## Состав класса
Класс дедитициев в римском обществе сформировался из трех групп населения различного происхождения — вначале в результате завоевания ряда непокорных племён и общин, оставленных римлянами жить на прежней территории, но превращенных в бесправный класс, а затем включением в этот же класс непокорных рабов при их отпуске на волю, а впоследствии, в период Римской империи, также и членов варварских племен, поселенных на римских территориях.

## Дедитиции из побежденных общин
Первоначально дедитициями римляне называли сдавшиеся племена и общины, покорённые римлянами после длительного сопротивления, причем сдавшиеся безусловно, без какого-либо договора, на милость или гнев победителей — те, которые se suaque in populi romani dicionem dederant (отдали себя и свое имущество во власть римского народа). В том случае, если сдавшееся племя не порабощалось, побеждённые становились дедитициями — они сохраняли личную свободу, но все их земли и всё имущество становилось достоянием римского народа. Вместе с племенами, упорно сопротивлявшимися римской власти, дедитициями становились и те общины, которые добровольно подчинились власти римлян без какого-либо договора, который оговаривал бы их права и статус, так что их дальнейшая участь относительно свободы, податей и военных тягостей полностью зависела от произвола римлян. Стандартная формула их сдачи (deditio) гласила: «deditisne vos urbem, agros, aquam, terminos, delubra, utensilia, divina humanaque omnia in meam populique romani ditionem? Dedimus» («Отдаёте ли вы свой город, поля, воду, пограничные знаки, храмы, утварь, все, принадлежащее богам и людям в пределах ваших владений, в мою и народа римского власть?» — «Отдаём»).
Таким образом, в результате принятия deditio побежденная община не порабощалась, но теряла право самоуправление, землю и всё имущество, которое становилось собственностью римского народа. Чаще всего такая мера была временной как испытание побежденной общины на лояльность Риму, поскольку римляне, как правило, уважали право самоуправления покоренных народов. Если побежденная община проявляла верность Риму, тогда римский сенат особым декретом обычно возвращал ей имущество и право самоуправления. Однако племена и города, оказавшие упорное сопротивление Риму или восставшие против него, оставлялись на положении дедитициев. 
Эта категория бесправного населения особенно расширилась после Второй Пунической войны, когда изменившие Риму и перешедшие на сторону Ганнибала союзные племена были наказаны римлянами лишением всех прав и самостоятельности. Тогда на положение дедитициев были низведены некоторые племена Южной Италии, например, бруттии и самниты. По этой же причине в дедитиции были переведены некоторые кампанские города, например, Капуя.
Лукания и Самний оказали Риму наиболее ожесточённое сопротивление в Союзнической войне 91-88 гг. до н. э., поэтому значительная часть местных общин не получила римских гражданских прав и также была низведена из союзников римского народа в дедитициев.
Такая же участь постигла проживавших в Северной Италии племена лигурийцев и галлов, упорно сопротивлявшихся римскому завоеванию. Они были изгнаны со своих земель, на которых были расселены римские ветераны.

## Дедитиции по закону Элия
В 4 году н. э. возник новый источник пополнения класса дедитициев, когда по закону Элия Сенция (Lex Aelia Sentia) в разряд дедитициев (dediticii aeliani или qui dediticiorum numero sunt) римляне стали зачислять освобождаемых рабов, которые в рабстве когда-либо были заключены в оковы за какие-либо преступления и вообще подвергались позорящим наказаниям. Этот закон предусматривал, что если раб был закован в оковы своим хозяином в качестве наказания, или заклеймён, или подвергнут пыткам за правонарушение и осуждён, или отдан на бой с дикими зверями, или отправлен в гладиаторскую школу (ludus), или заключён в тюрьму (custodia), он при освобождении из рабства безусловно должен был становиться дедитицием, но ни в коем случае ни римским, ни латинским гражданином.

## Дедитиции из варваров-поселенцев
Практика замирения варварских племен на самых тяжёлых условиях путем обращения их в дедитиции продолжалась и во времена империи, но теперь она осуществлялась в отношении варваров, которых римляне принуждали переселиться на территорию римских провинций. Так, Октавиан Август «…подчинившихся ему (dedentis se) свевов и сигамбров перевёл в Галлию и поселил на полях близ Рейна» (Suet. Caes. II. 21). В биографии Тиберия сообщается об аналогичном, а возможно, об этом же факте, который имел место во время войны с германцами: «Он захватил сорок тысяч пленных (dediticiorum), переселил их в Галлию и отвёл им землю возле берега Рейна» (Suet. Caes. III. 9. 2). Вероятно, и впоследствии римские власти использовали пленных из числа варварских племен теми же способами (Dio LXXI. 11. 4; 21. 1; SHA. Marc. IV. 24. 3; Claud. XXV. 9. 4; Prob. XXVIII. 1B. 1-2). Власти поздней Римской империи стремились проводить такую же политику обращения в дедитициев в отношении варварских племён (сарматов, аламаннов, тайфалов, готов и других), вынужденных переселиться на римскую территорию под натиском других, более могущественных народов. Как правило, римские власти при расселении варваров на римской территории во избежание их восстаний в будущем стремились ликвидировать их родоплеменные структуры путем их деления на небольшие группы, которые направлялись в разные части Римской империи. От этого правила римские власти отходили крайне неохотно и лишь под давлением обстоятельств, когда на территорию империи проникало и поселялось очень могущественное племя, с которым римляне не могли справиться военной силой или когда на новопоселенных варваров возлагалась задача защищать римскую границу от других варварских племен.

## Статус
Положение дедитициев было, вероятно, весьма неопределённым. По мнению Теодора Моммзена, ими были жители государства, лишённые местного гражданства из-за роспуска тех общин, которые римляне насильно включили в союз или покорили (Mommsen 1910: 168). Эти представление до настоящего момента не изменились, и peregrini dediticii называются члены тех общин, которые были распущены за то, что сопротивлялись римскому оружию до последнего. Они пользовались jus gentium, однако их собственное ius civile римлянами уже не признавалось (Санфилиппо 2002: 126).
Дедитиции были наиболее бесправными из всех категорий свободного населения, подчинённых римскому владычеству, и полностью зависели от произвола римских властей. Не являясь ни римскими, ни латинскими гражданами, они фактически находились на положении иностранцев на своей же земле, которая им уже не принадлежала, не имели гражданских прав и были обложены тяжёлыми повинностями, так что их состояние граничило с рабством. Дедитиции из числа покорённых племён (перегрины-дедитиции), в отличие от остальных перегринов, не имели права самоуправления, их территории напрямую управлялись римской администрацией. У «сдавшихся» племён римляне отбирали лучшие земли (нередко — больше половины), на которых создавались римские колонии или же они становились частными владениями римских богачей. Дедитиции также были лишены права иметь оружие, которое они должны были полностью сдать римским властям. Именно по этой причине бруттии, когда у них отняли звание «союзника римского народа» и низвели до дедитициев, были объявлены непригодными для военной службы и использовались в свите римских магистратов в качестве курьеров, писцов, прислуги, гребцов на флоте и т. д.
Вольноотпущенники-дедитиции никогда и никаким путём уже не могли становиться римскими гражданами, а жить должны были не ближе 100 миль от Рима. В случае нарушения ими данного ограничения они должны были подвергаться повторному порабощению.
Также дедитиции не имели права составлять завещания и назначаться наследниками. Они были изъяты из действия эдикта Каракаллы 212 года, даровавшего всем свободным жителям империи римское гражданство. Статус дедитициев был отменён императором Юстинианом.

## Римские юристы о статусе дедитициев
Отпущенников существует три рода, ибо они или из числа римских граждан, или латинов, или дедитициев; их мы рассмотрим в отдельности и сначала дедитициев. Законом Элия Сенция предусмотрено, чтобы те рабы, которые в наказание были закованы господами и на которых наложены клейма или которые за вину были подвергнуты следствию под пыткой и в той вине были уличены, а также те, которые [в наказание] были отданы [в цирк], чтобы сражаться с зверями, участвовать в играх, или были заключены в темницу, а затем были отпущены на волю тем же или другим господином, став свободными, находились в том же положении, что перегрины-дедитиции. Перегринами-дедитициями именуются те, кто некогда, взявшись за оружие, сражались против римского народа и затем, будучи побежденными, сдались. Эти опозоренные рабы, каким бы образом и в каком бы возрасте они ни были отпущены, даже если они принадлежали полноправным господам, никогда не становятся римскими гражданами или латинами, но мы знаем, что они попадают в число дедитициев.

Если же раб не опозорен таким образом, мы говорим, что, будучи отпущен, он делается или римским гражданином или латином. Тот, в отношении кого сходятся три [условия], чтобы он был старше 30 лет, принадлежал господину по квиритскому праву и был отпущен законным, выполненным по всем правилам актом освобождения, то есть виндиктой, по цензу или по завещанию, становится римским гражданином. Если какое-нибудь из этих [условий] отсутствует, он становится латином.— Гай (II в. н. э.), знаменитый римский юрист